# Somogyegres
Somogyegres is een plaats (község) en gemeente in het Hongaarse comitaat Somogy. Somogyegres telt 238 inwoners (2001).